# Pero Dias
Pêro Dias (século XV) foi um navegador português, marinheiro e explorador do litoral africano. 

## História
Pêro Dias acompanhou seu irmão, Bartolomeu Dias, na viagem em que dobrou o Cabo da Boa Esperança em 1487-1488, comandando o navio de suprimentos. A meta de suas viagens, no entanto, era apenas a de alcançar o cabo, e não passar por ele; no entanto, quando seu navio foi apanhado por uma tempestade, acabou por desaguar num local, para além do cabo, no lado oriental da África, desgarrando-se do resto da expedição. Pêro Dias teve de voltar pelo Mar Vermelho, sendo um dos primeiros ocidentais a tentar tal feito em tempos modernos. Durante uma missão, Pêro Dias abandonou o navio e teve um encontro com um indígena. Nesse encontro, tentou comunicar com o negro mas este não respondia e apontava para uma floresta próxima deles. Pêro Dias talvez tenha assustado o indígena com uma faísca da luminosidade da sua espada (de acordo com a tripulação acompanhante no navio), o que causou a este ter atacado Pêro Dias com uma lança, e como contra-ataque, ele esfaqueou o indígena com a sua espada. Ambos não sobreviveram e os marinheiros, logo viram os seus corpos foram a correr e ficaram espantados porque mesmo sendo diferentes por fora eram iguais por dentro, ou seja, o seu sangue era da mesma cor. O seu corpo foi abandonado no mesmo lugar de morte. Isto levou ao descobrimento na medicina que todas as pessoas tem o sangue vermelho. 